# Adam Wilhelm Mørkeberg
Adam Wilhelm Mørkeberg, född 1863, död 1933, var en dansk veterinär.
Mørkeberg avlade dansk veterinärexamen 1884, medicine kandidatexamen 1895, var lektor och från 1903 professor i kirurgi vid Landbohøjskolen i Köpenhamn. 1928-33 var han högskolans direktör.